# Carlos Rendón
Carlos Rendón Gutiérrez (Tumaco, Nariño; 11 de diciembre de 1965) también conocido como "El Sanjuanino" es un exfutbolista y entrenador colombiano. Fue un reconocido centrocampista, considerado como uno de los mejores cobradores de tiro libre del fútbol profesional colombiano. En la actualidad es Director deportivo del Deportivo Pasto.
Su hijo Kevin Rendón siguió su pasos y es futbolista profesional actualmente juega para el Deportivo Pasto.

## Trayectoria
Nació en Tumaco, Nariño, el 11 de diciembre de 1965 en un pueblito llamado San Juan de la Costa de ahí su apodo de Sanjuanino dado por el periodista deportivo Paché Andrade. Empezó jugando en la selección juvenil de Nariño hasta que Enrique De Brigard lo llevó al Millonarios, en 1986. Luego de un gran paso por el club embajador recalo en el América de Cali, Deportes Quindío, Unicosta, Envigado, FAS de El Salvador y por último en el Deportivo Pasto donde tuvo grandes glorias y es recordado como uno de los más grandes jugadores de la historia en el equipo nariñense, donde dejó en su paso el ascenso en 1998, un subtítulo en el 2002 y se convirtió en su máximo goleador histórico con 42 anotaciones. A pesar de sumar más de 100 goles en el profesionalismo y estar dentro del grupo de jugadores destacados en el país, nunca fue llamado a formar parte de la selección nacional, siendo esa una de sus mayores frustraciones en su carrera.

### Millonarios
Jugando para la selección Nariño en el año 1984 fue descubirto Jaime "El Loco" Arroyave quien lo invitó a venir a probar al club embajador aunque por problemas con algunos papeles no pudo ingresar al club 2 años más tarde ya con 20 años tuvo su revancha cuando Enrique De Brigad lo lleva para terminar de formarlo y meses después debutaría.
Debutó como profesional el 17 de agosto de 1988, enfrentando a Deportivo Pereira, jugó 60 minutos y sería su único partido con el equipo que llegó a ser campeón bajo el mando de Luis Augusto García. Su paso fue muy difícil por el equipo azul, los primeros años no pudo hacerse con la titular siendo partícipe del banco sin lograr consolidarse y aunque fue importante en varias definiciones, no lograba mantenerse. Fue solamente hasta la llegada de Vladimir Popović a la dirección técnica en 1994 que pudo demostrar todo su potencial llegando a ser subcampeón detrás del Atlético Nacional. Ese mismo año llegó a ser el goleador del equipo azul con 25 anotaciones superando a un gran goleador como Arnoldo Iguaran, en el equipo embajador jugó en total 187 partidos anotando 66 goles.

### Deportivo Pasto
Luego de su paso por Millonarios estuvo en varios equipos del país como América de Cali, Deportes Quindio y Unicosta hasta que el interés del equipo pastuso que militaba en la segunda división del fútbol colombiano en 1998 le llamó mucho la atención. Casi al borde del retiro por una pubalgia que no había podido superar y que no le dejaba jugar decidió aventurar en el equipo nariñense, que apenas llevaba dos años en el fútbol profesional pero que tenía serias aspiraciones de lograr llegar a primera división. Rendón llegó para la segunda parte del campeonato denominado en ese entonces como la Copa Águila II, el equipo pastuso se armó con varios jóvenes talentosos para rodear al magnífico volante que con el número 10 en su espalda, hizo una de las duplas más exitosas del conjunto pastuso junto a John Charria, logrando el ascenso y llevando al Deportivo Pasto a disputar el campeonato en 1999. 
Desde el campeonato de 1999, Rendón empezó a hacer historia con el equipo en primera, llegando a ser el goleador histórico del equipo con 42 anotaciones en 147 partidos. En el primer año anotó 19 goles pero un escándalo a final de campeonato le haría marcharse del equipo. El nuevo milenio le encontraría lejos del territorio nariñense, pasó al Envigado y regresó nuevamente al Pasto en el 2001, donde anotó 11 goles esa temporada y nuevamente salió esta vez al FAS de El Salvador en el año 2002, pero ante la insistencia del presidente Eudoro Dueñas, regresó nuevamente ante la necesidad de mantener el equipo en primera división. En el 2002 bajo la dirección técnica de Nestor Otero, llegó a disputar la final del campeonato colombiano frente a Independiente Medellín pero en el partido de ida fue expulsado y su equipo perdería la final.
Su estadía en el Deportivo Pasto se extendería hasta el 2004, donde a sus 38 años decidió dejar definitivamente el fútbol profesional luego de 16 años de deleitar a la tribuna con su poderosa pegada y su majestuosa virtud al ejecutar los tiros libres. Luego de su retiro definitivo de las canchas, Rendón tomó las riendas de las categorías inferiores del Deportivo Pasto y tuvo la oportunidad de dirigir el primer equipo casi 3 años después de su retiro tomando el equipo que dejaba Álvaro de Jesús Gómez en abril de 2007, dirigiendo por primera vez en la fecha 14 del apertura en el empate 1-1 frente al Boyacá Chicó en el Estadio Libertad. Dirigió al equipo las últimas cinco fechas acumulando 7 puntos que no fueron suficientes para clasificar al equipo a las finales.

## Clubes

### Como jugador
| Equipos          | Temporada             | Partidos | Goles |
| ---------------- | --------------------- | -------- | ----- |
| Millonarios      | 1988-1995             | 187      | 66    |
| Deportes Quindio | 1995-1997             | 66       | 23    |
| América de Cali  | 1997                  | 13       | 0     |
| Unicosta         | 1998                  | 17       | 7     |
| Deportivo Pasto  | 1998-1999 y 2001-2004 | 147      | 42    |
| Envigado FC      | 2000                  | 16       | 5     |
| FAS              | 2000                  | 6        | 5     |
| Total            | 1988-2004             | 448      | 148   |

### Como Asistente
- Dato: Aunque era el asistente del nano prince, Carlos dirigió todos los partidos de la Copa Colombia 2008 como DT en propiedad.

| Club             | Temporada | Asistente De         |
| ---------------- | --------- | -------------------- |
| Deportivo Pasto  | 2007-2008 | Miguel "Nano" Prince |
| Selección Bogotá | 2009-2015 | Freddy "Muelas" León |

### Como entrenador
| Club                         | País     | Año         |
| ---------------------------- | -------- | ----------- |
| Deportivo Pasto (inferiores) | Colombia | 2005 - 2007 |
| Deportivo Pasto              | Colombia | 2007        |
| Selección Nariño Femenina    | Colombia | 2016 - 2022 |

### Como Director Deportivo
| Club            | País     | Año        |
| --------------- | -------- | ---------- |
| Deportivo Pasto | Colombia | 2024 - Act |

## Estadistícas como entrenador
Actualizado hasta 17/9/2018.
| Equipo               | Torneo            | Partidos  | Partidos | Partidos | Partidos | Goles | Goles | Goles |
| Equipo               | Torneo            | Dirigidos | G        | E        | P        | GF    | GC    | DG    |
| -------------------- | ----------------- | --------- | -------- | -------- | -------- | ----- | ----- | ----- |
| Deportivo Pasto      |                   |           |          |          |          |       |       |       |
| Torneo Apertura 2007 | 5                 | 2         | 1        | 2        | 6        | 6     | (0)   |       |
| Copa Colombia 2008   | 10                | 5         | 3        | 2        | 11       | 11    | (0)   |       |
| Total club           | 15                | 7         | 4        | 4        | 17       | 17    | (0)   |       |
| Consolidado Total    | Consolidado Total | 15        | 7        | 4        | 4        | 17    | 17    | (0)   |

## Palmarés

### Campeonatos nacionales
| Título              | Club            | País     | Año  |
| ------------------- | --------------- | -------- | ---- |
| Primera División    | Millonarios     | Colombia | 1988 |
| Categoría Primera B | Deportivo Pasto | Colombia | 1998 |

## Vida personal
Carlos Rendón tiene dos hijos, Luis Carlos y Kevin, fruto de su anterior relación de pareja, Actualmente vive en Bogotá y tiene una nueva relación sentimental. Su hijo Kevin decidió seguir los pasos de su padre y actualmente es jugador profesional en las filas del Deportivo Pasto